# Караев, Алексей Борисович
Алексе́й Бори́сович Кара́ев (р. 28 апреля 1954 года, Свердловск, РСФСР, СССР) — российский режиссёр-мультипликатор. Заслуженный деятель искусств РФ (1997). Лауреат Государственной премии РСФСР (1990).

## Биография
В 1976 году окончил Свердловский архитектурный институт (по специальности дизайн).
В 1976—1979 годах работал дизайнером в НИИ технической эстетики.
В 1979—1981 учился на Высших курсах сценаристов и режиссёров при ВГИКе.
С 1982 года — режиссёр и аниматор Свердловской киностудии.
Один из ведущих мастеров анимационного объединения Свердловской киностудии, педагог. Режиссёр-постановщик одного из лучших мультфильмов 80-х «Добро пожаловать!».
С 2002 года профессор кафедры графики и анимации УралГАХА.
В 1993 Караев выступает в качестве художника-иллюстратора в учебнике Аллы Германовны Сладкевич «Learn English! Учите английский язык!».

## Награды и премии
- заслуженный деятель искусств РФ (30 мая 1997 года) — за заслуги в области искусства[3]

Алексей Караев — обладатель многочисленных призов международных фестивалей анимации.
- 1982 — «Лихой капитан» — Гран-при на МКФ в Потсдаме (1983);
- 1983 — «Кот в колпаке» — дипломы фестивалей молодых кинематографистов в Тбилиси, Свердловске, Рязани;
- 1986 — «Добро пожаловать!» — (Гран-при на МКФ в Лос-Анджелесе (1989), первый приз на МКФ в Оттаве (1988), Государственная премия РСФСР за произведения и работы для детей и юношества (1990);
- 1987 — «Жильцы старого дома» — Гран-при на МКФ в Бург Ан Брессе (1991), первый приз МКФ в Оттаве (1990);
- 1989 — «Сничи» — 2-й приз МКФ в Лос-Анджелесе;
- 1994 — «Как вам это понравится» — приз на МКФ «Крок-95», на 1 МКФ «Золотая рыбка» (1995), на 1-м фестивале анимации в Тарусе (1996).

## Фильмография

### Режиссёр
1. 1982 — Лихой капитан
2. 1984 — Кот в колпаке
3. 1984 — Воробьишко
4. 1984 — По вине мотоциклиста
5. 1986 — Добро пожаловать!
6. 1987 — Жильцы старого дома
7. 1989 — Сничи
8. 1992 — Я вас слышу
9. 1994 — Как вам это понравится (Шекспир: Великие комедии и трагедии)
10. 2001 — Фельдмаршал Пулькин. Макаронина
11. 2003 — Фельдмаршал Пулькин. По комарам!
12. 2008 — Тарантелла

### Сценарист
1. 1984 — Кот в колпаке
2. 1987 — Жильцы старого дома
3. 1989 — Сничи
4. 1992 — Я вас слышу
5. 1994 — Как вам это понравится

### Аниматор
1. 1985 — Кутх и мыши
2. 1987 — Бескрылый гусёнок

### Документальное кино
1. 2001 — «Мир анимации или анимации мира»